# Западные Гаты
За́падные Га́ты (хинди पश्चिमी घाट), Сахьядри́ (хинди सह्याद्रि) — горная цепь на западе Индостана. Они тянутся с севера на юг вдоль западного края плато Декан, отделяя это плато от узкой прибрежной равнины вдоль Аравийского моря. Горная цепь начинается возле границы Гуджарата и Махараштры, южнее реки Тапти, тянется примерно на 1600 км через штаты Махараштра, Гоа, Карнатака, Тамилнад и Керала, заканчивается в Каньякумари, южном конце Индостана. Около 60 % Западных Гат расположено в Карнатаке.
Горы занимают 60 000 км², средняя высота — 1200 м, наивысшая точка — Анай-Муди (2695 м).

## Геология
Западные Гаты не являются полноценной горной цепью, а представляют собой сдвинутый край плато Декан. Вероятно, они формировались во время распада сверхконтинента Гондвана около 150 млн лет назад. Геофизики Баррен и Хариссон из Университета Майами отстаивали версию, что западный берег Индии образовывался от 100 до 80 млн лет назад, после того, как отломился от Мадагаскара. Вскоре после отлома полуостровная область Индийского плато дрейфовала через район современного Реюньона (21°06′ ю.ш., 55°31′ в.д.). В ходе крупных извержений сложилось плато Декан — широкий базальтовый пласт в центральной Индии. Эти вулканические процессы привели к формированию северной трети Западных Гат, их куполообразных очертаний. Скалы, лежащие в основе, сформировались более 200 млн лет назад. Их можно увидеть в некоторых местах, например в Нилгири.
Базальт — основная горная порода, он встречается на глубине 3 км. Из других пород встречаются чарнокиты, гранитные гнейсы, хондалиты, гранулиты, метаморфические гнейсы с случайными включениями известняка, железной руды, долеритов и анортозитов. Встречаются также залежи латеритов и бокситов в южных холмах.

## Горы
Западные Гаты простираются от гор Сатпура на севере, проходят на юг через Гоа, Карнатаку, в Кералу и Тамилнад. Большая горная цепь начинающаяся на севере — Сахьядри, на ней есть много горных станций. Среди малых цепей можно выделить Кардамоновы горы, Нилгири, Анаймалай и Палани в Керале и Тамилнаде. В Западных Гатах лежит высшая точка Индии южнее Гималаев — Анай-Муди (2695 м).
Близ города Палгхад в Керале расположен широкий Палаккадский проход, отделяющий самую южную часть Западных Гат от северной части системы.

## Реки

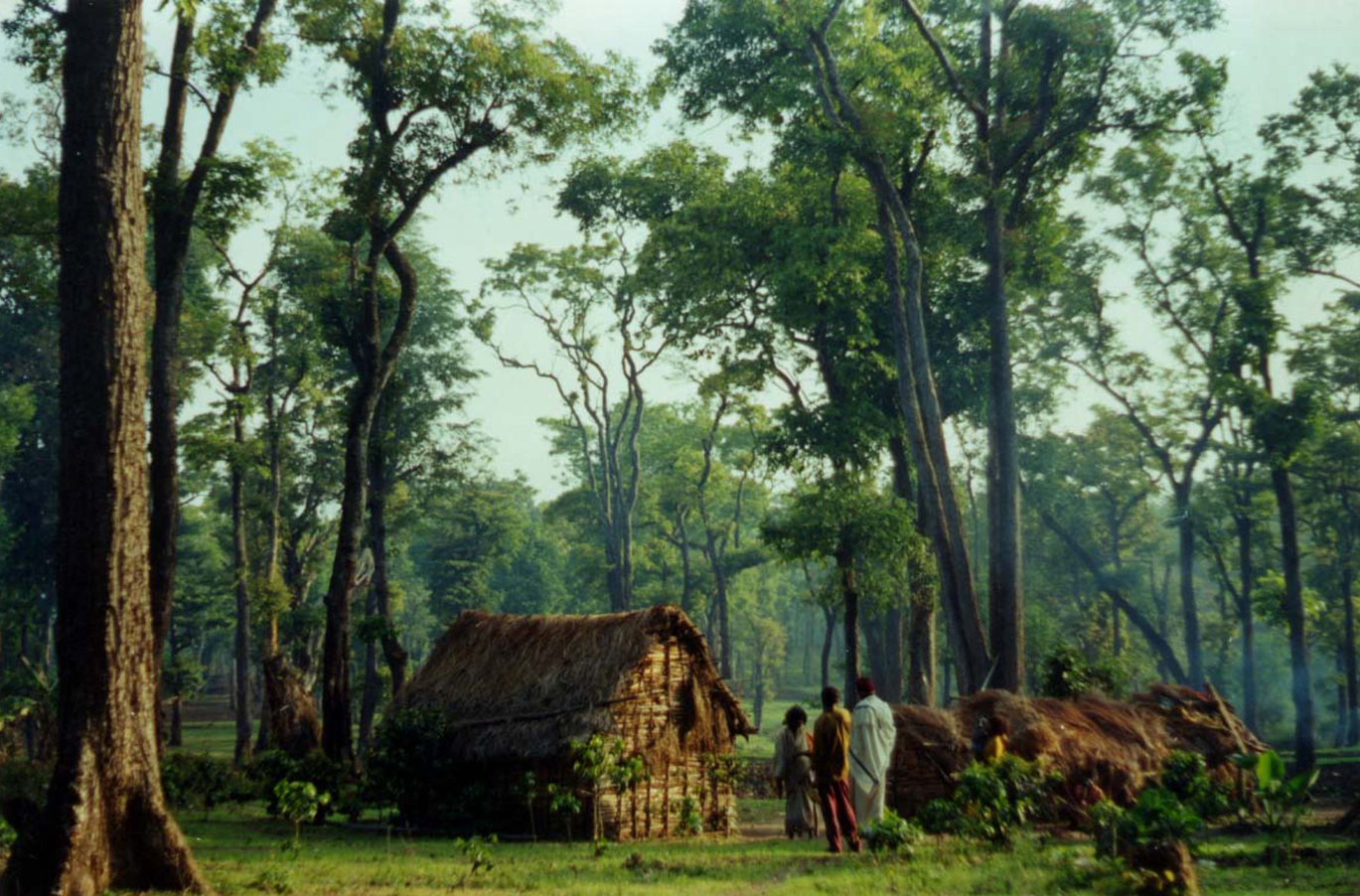
В лесах Западных Гат

Западные Гаты создают один из водоразделов Индии. Они дают начало важным рекам полуостровной Индии, текущим с запада на восток в Бенгальский залив, таким как Кришна, Годавари и Кавери, и с востока на запад в Аравийское море — Карамана. На многих реках в Махараштре и Керале построены водохранилища. В Западных Гатах находится один из высочайших водопадов страны, Герсоппа.

## Климат
Климат Западных Гат влажный и тропический, меняется в зависимости от высоты и удалённости от экватора. На высоте больше 1500 м на севере и более 2000 м на юге климат ближе к умеренному.
Средняя температура здесь +15 °С, местами зимой температура опускается до 0 °С. Самые холодные периоды совпадают с самыми влажными.
Горы останавливают западные муссонные ветры, несущие дождь, и поэтому в них выпадает много осадков, особенно на западных склонах. Густые леса также способствуют выпадению осадков в этой области. В год выпадает 3000—4000 мм осадков.

## Флора и фауна
В Западных Гатах наблюдается высокое биологическое разнообразие, включая эндемичные виды.
В горах обитает более 130 видов млекопитающих, около 180 видов земноводных, более 500 видов птиц. В водоёмах обитает около ста видов рыб. Из эндемичных известны вандеру, колючая соня, нилгирийский тар, Nasikabatrachus sahyadrensis, южноиндийская жаба и другие. Интересно, что около 80 % видов земноводных, обитающих в горном массиве, больше нигде не встречаются.
Флора также богата: там произрастает более 5000 видов цветковых растений.